# James Belich (Historiker)

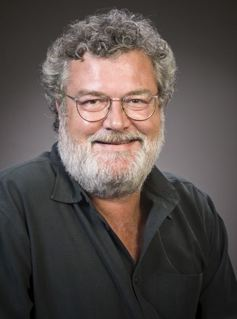
James Belich 2010

James Christopher Belich ONZM (* 1956 in Wellington) ist ein neuseeländischer Historiker kroatischer Abstammung. Er ist Sohn des Politikers und Bürgermeisters von Wellington James Belich.
Er ist besonders für seine Arbeiten über die Neuseelandkriege und die neuseeländische Geschichte bekannt. Eine seiner wichtigen Arbeiten über die Zusammenstöße des 19. Jahrhunderts zwischen den Māori und Pākehā, The New Zealand Wars von 1986, wurde auch in einer US-amerikanischen Version veröffentlicht und in einer Fernsehserie und auf DVD verfilmt.

## Akademische Karriere
Belich besuchte das Onslow College. Er erlangte den M.A. in Geschichtswissenschaft an der Victoria University of Wellington. Sein I Shall Not Die': Titokowaru's War von 1990 hat seine Masterarbeit zur Grundlage. Es erhielt den Adam Award for New Zealand literature.
1978 erhielt er eine Rhodes Scholarship und ging an die Oxford University, wo er am Nuffield College den Dr. phil erlangte.
Sein Werk The New Zealand Wars von 1986 basiert auf seiner Doktorarbeit und gewann den internationalen Trevor Reese Memorial Prize. Es wurde später in einer umfangreichen Dokumentationsreihe für Television New Zealand verfilmt.
Belich lehrte mehrere Jahre an der Victoria University of Wellington und ging dann an die University of Auckland. 2007 wurde er zum Professor für Geschichtswissenschaft am Stout Research Centre for New Zealand Studies der Victoria University berufen.
Er weitete sein Forschungsgebiet auf Kolonialgesellschaften im Allgemeinen aus und veröffentlichte dazu 2009 Replenishing the earth.
2011 wurde Belich zum Beit Professor of Commonwealth History der Oxford University berufen. Er ist Direktor des Oxford Centre for Global History.

## Ehrungen
- 2011 Prime Minister’s Awards for Literary Achievement (Preis des Premierministers für literarische Verdienste)[5]
- Officer des New Zealand Order of Merit (2006)

## Werke
- New Zealand Wars 1845–1870: An Analysis of Their History and Interpretation. 1982. PhD Thesis. Nuffield College/Oxford University
- I Shall Not Die: Tītokowaru’s war, New Zealand, 1868-9. Bridget Williams Books, 1993, ISBN 0-04-614022-0.
- Making Peoples: A History of the New Zealanders from Polynesian Settlement to the End of the Nineteenth Century. Penguin, 2007, ISBN 978-0-14-300704-3.
- The New Zealand Wars and the Victorian Interpretation of Racial Conflict. Auckland University Press, 1986, ISBN 1-86940-002-X.
- Paradise Reforged: A History of the New Zealanders from the 1880s to the Year 2000. University of Hawai’i Press, 2001, ISBN 0-8248-2542-X.
- Replenishing the Earth: The Settler revolution and the rise of the Anglo-world, 1783–1939. Oxford University Press, 2009, ISBN 978-0-19-929727-6.